# Püssi

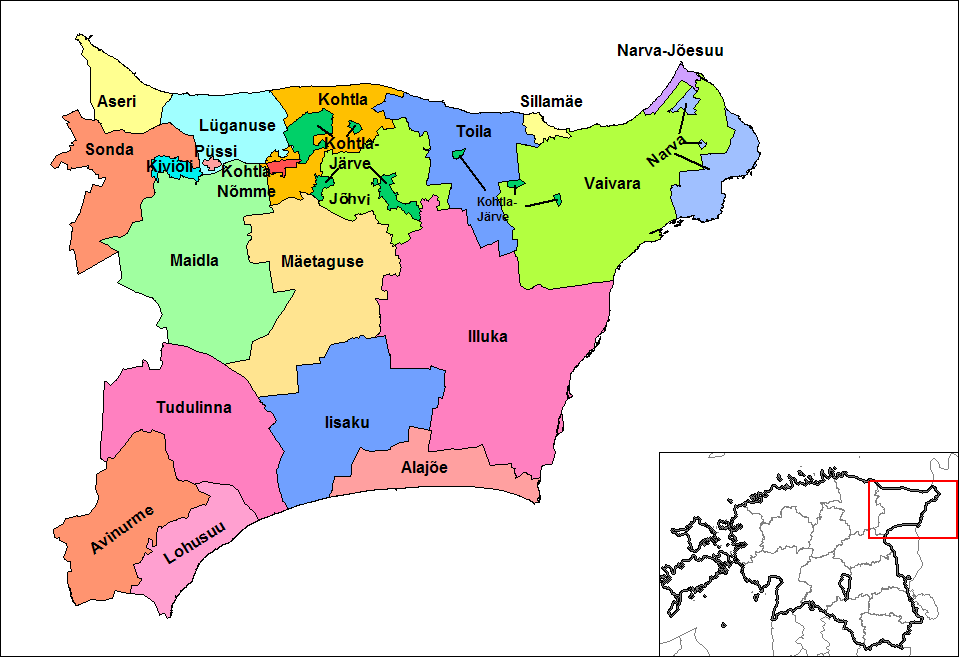
Municípios da região de Ida-Viru.

Püssi é um município urbano na região de Ida-Viru, na Estónia, com uma população de 1.838 habitantes.